# Eurytela
Eurytela is een geslacht van vlinders uit de familie Nymphalidae.

## Soorten
- Eurytela alinda Mabille.1893
- Eurytela dryope (Cramer, [1775])
- Eurytela hiarbas (Drury, 1770)
- Eurytela narinda Ward, 1872